# Шиаам а Мбулу
Шиаам а Мбулу (*д/н — 1640/1649) — 1-й н'їм (володар) держави Куба в 1625—1640/1649 роках. Відомий також як Шамба Болонгонго. Заснував династію Бушун.

## Життєпис
За легендою був сином раба. Втім напевне був якимось родичем вождя Бо Шанги. Замолоду втік на захід і отримав великі знання під час перебування в державах Теке та Конго.
Близько 1620 року за невідомих обставин очолив одне з племен куба, стиавши 93-й вождем. Уклав союз з королівством Конго, при підтримці якого до 1625 року об'єднав племена північних банту в державу Куба.
Проводив активну загарбницьку політику. Його досягнення були настільки надзвичайні, що місцеві вважали, що Шиаам а Мбулу має магічну силу.
Багато запозичив з Конго, насамперед поділ держави на провінції, систему церемоній (для цього запровадив спеціальний меч Ікул і барабан) та статус короля, який в Кубі став називатися н'їм. Наказував вирощувати олійну пальму, кукурудзу, тютюн та маніоку. При ньому почалося виробництво пальмового вина, різьблення, виготовлення одягу з волокон рафії. Все це сприяло політичному й економічному піднесенню Куби.
Помер у 1640 або 1649 році. Йому спадкував син або небіж Бонго Ленге.